# Урмаево (Комсомольский район)
Урма́ево (чув. Урмаел, тат. Урмай) — село (c 16 ноября 2017 года) в Комсомольском муниципальном округе Чувашской Республики, до преобразования в 2022 году Комсомольского района в муниципальный округ село было центром Урмаевского сельского поселения.

## География
Расстояние до столицы республики — города Чебоксары — 119 км, до районного центра — села Комсомольское — 4 км, до железнодорожной станции 35 км. Село располагается в бассейне реки Хундурла. Село расположено в нескольких километрах западнее автодороги общего пользования федерального значения А151 Цивильск — Ульяновск, вдоль автодороги общего пользования республиканского значения 97К-019 «Калинино — Батырево — Яльчики» — Починок-Инели — граница Республики Татарстан.

### Административно-территориальное подчинение
- С XVIII века до 1922 года — в составе Казанского уезда, Кошелеевской, Тобурдановской волостей Цивильского уезда,
- в 1922—1927 годах в составе Батыревского уезда,
- в 1927—1929 годах — в составе Большебатыревского района,
- в 1929—1939 годах — в составе Шихирдановского района,
- в 1939—1962 годах — в составе Комсомольского района,
- в 1962—1965 годах — в составе Канашского района,
- с 1965 года вновь в составе Комсомольского района[4].

## История
Село основано переселенцами из Казанского уезда в XVII веке. Возникло как поселение служилых татар.
В 1729 году возникла тяжба между деревнями Ямашево Чарбуши тож Чебоксарского уезда и Урмаево Казанского уезда за пашни.
Административно входило в состав Цивильского уезда Казанской губернии.
При мечети, открытой во второй половине XVII века, функционировала школа-мектеб. В 1931 году образован колхоз «Янга Турмыш».

## Название
Название-антропоним: от имени Урмай.

### Исторические названия
Урмаева и Другая Урмаева (1781—1782), 1-я и 2-я Урмаева (1860).

## Население
| 2010 | 2012  |
| ---- | ----- |
| 2889 | ↗2938 |

Жители — татары, в 1724—1866 годах государственные крестьяне; занимались земледелием, животноводством, портняжным, кирпичным, овчинно-скорняжным промыслами, плотничеством, лесозаготовками, до 1830-х годов исполняли лашманную повинность.
Согласно «Ведомости о наместничестве Казанском» 1781—1782 гг. в деревне Урмаева Казанского уезда проживали 42 крещёных чуваша и 146 служилых татар, в деревне Другая Урмаева того же уезда — 13 крещёных татар и 19 служилых татар.
По данным Первой всеобщей переписи населения Российской империи 1897 года в деревне Урмаева Кошелеевской волости Цивильского уезда проживало 1722 жителей, татары.
По данным Всероссийской переписи населения 2002 года численно преобладающая национальность — татары (85 %).

## Инфраструктура
Улицы: Баумана, Габдуллы Тукай, Горная, Горького, Граничная, Дружбы, Ленина, Луговая, М. Джалиля, Мира, Молодёжная, Нагорная, Овражная, Озёрная, Пионерская, Полевая, Приовражная, Пушкина, Речная, Родниковая, Садовая, Северная, Сенгерей, Снежная, Советская, Солнечная, Ф. Бурнаш, Центральная, Школьная, Южная, Ягодная.
Функционирует СХПК «Алга» (2010).
Имеются школа, детский сад, социально-культурный центр, библиотека, отделение общей врачебной практики, аптечный пункт, отделение связи, 18 магазинов, торговый киоск.

## Религия
3 действующие мечети:
- Центральная мечеть (2-я пол. XVII в. — 1939, с 1990)[4] с двумя минаретами, в настоящее время носит имя первого имама Рахимуллы хазрата[15].
- Нагорная мечеть («Таубашы», 2005)[4][16]
- мечеть «Кара Пулат» (2010[4], по другим сведениям — 2012[17]), с 2013 года — соборная Урмаевского мухтасибата Муфтията Чувашии[17].

## Памятники и памятные места
- Памятник в честь воинов, погибших в годы Великой Отечественной войны 1941—1945 гг. (ул. Баумана, 3)[18].

## Прочее
- У здания Дома культуры планируется установка памятника букве «ц», как символу местного, «цокающего» говора мишарского диалекта татарского языка[19].